# Bertamiráns
Bertamiráns és un llogaret de la parròquia d'Ortoño, en el municipi (Concello) corunyès d'Ames en la Comarca de Santiago, sent la segona més gran de l'entitat del Concello. Aquesta vila ha esdevingut durant les dues darreres dècades en l'indret més dinàmic del Concello acollint la descentralització demogràfica de la capital comarcal. Segons les dades de l'INE de 2009 hi havia 6799 habitants (3340 homes i 3459 dones), la qual xifra representa un increment de 4179 habitants respecte de l'any 2000, que en tenia 2620.

## Galeria d'imatges

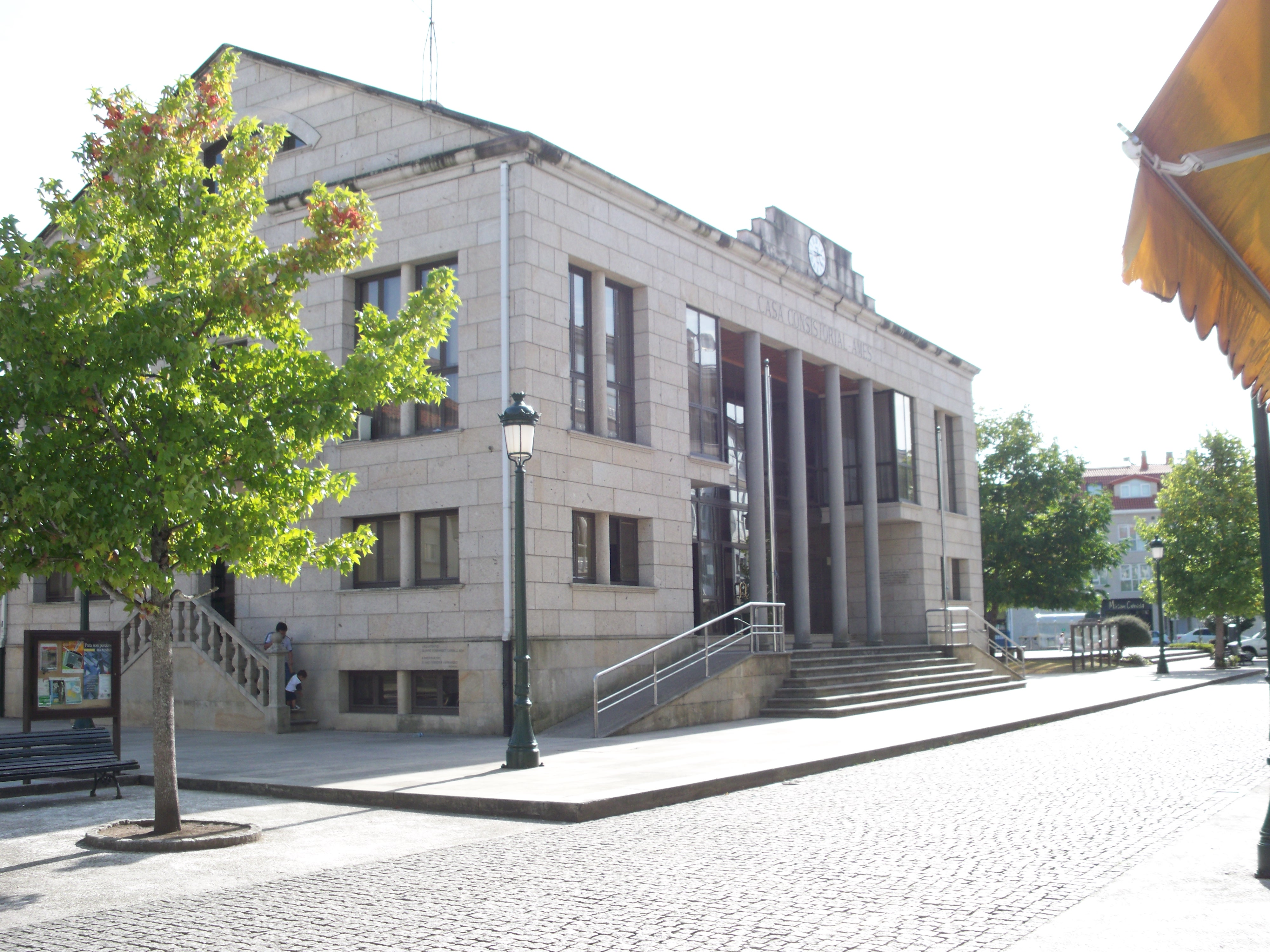
Casa de la vila d'Ames.
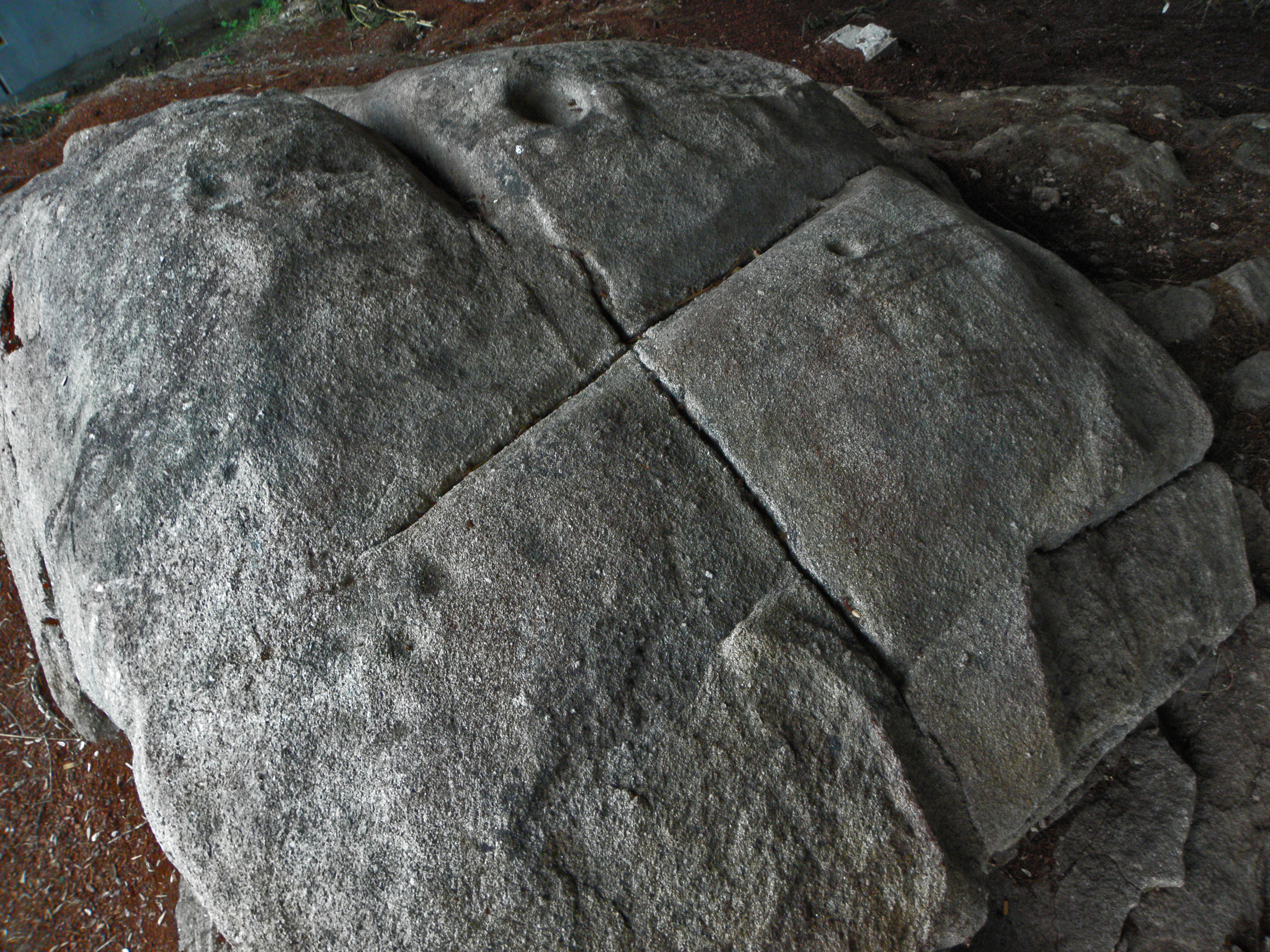
Petròglif de Bertamiràns
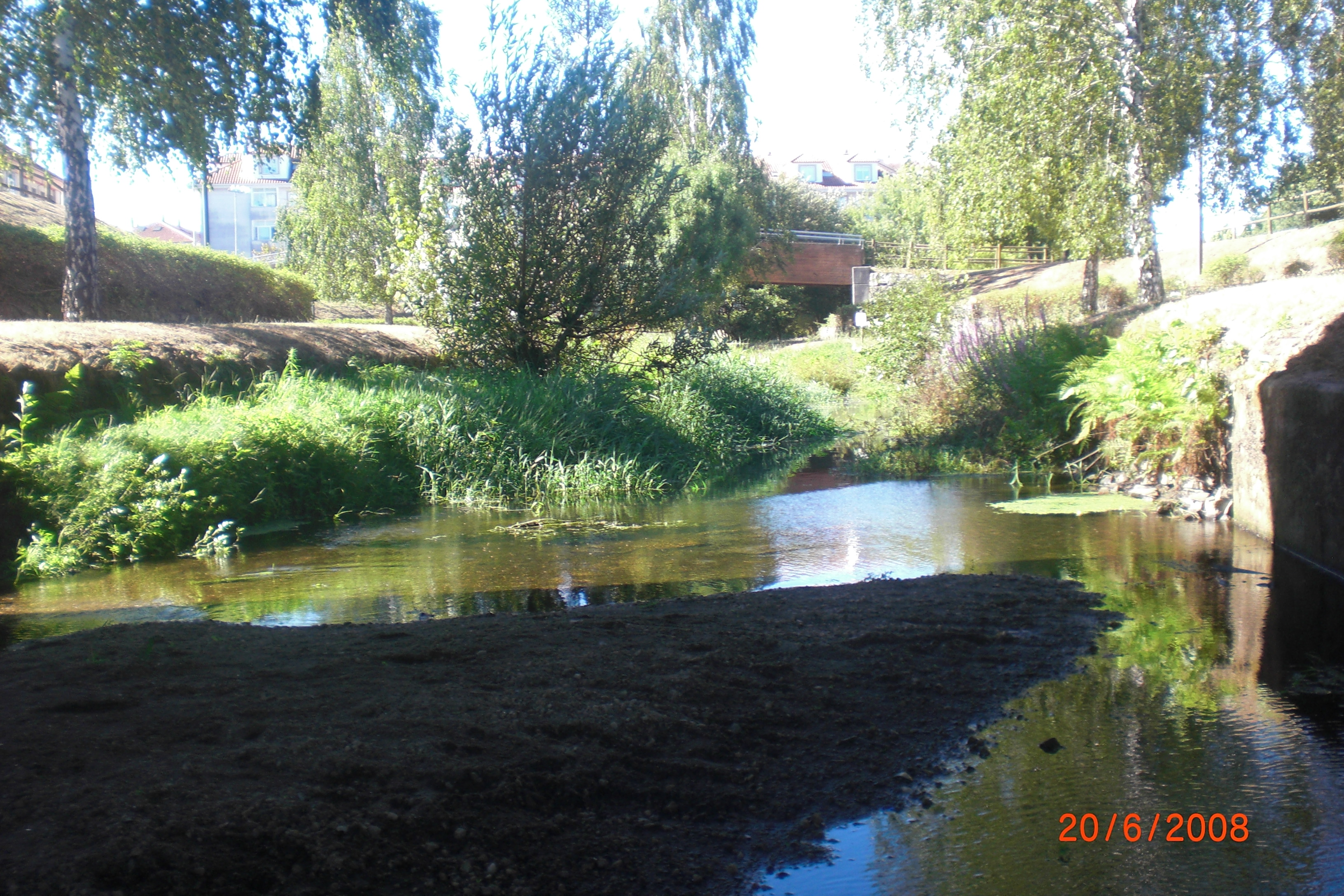
Vista de la llera del Rego dos Pasos
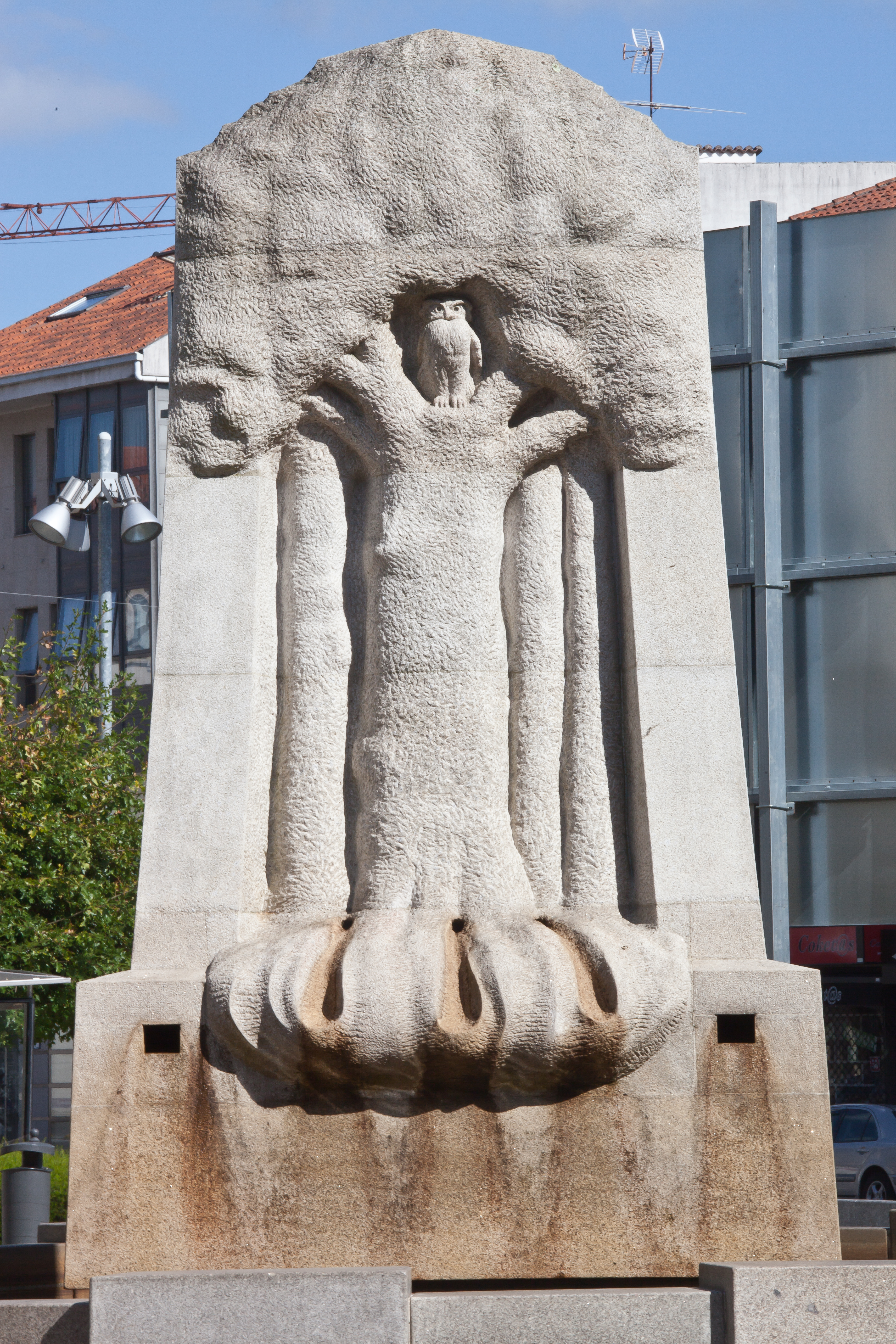
Escultura en Bertamiráns
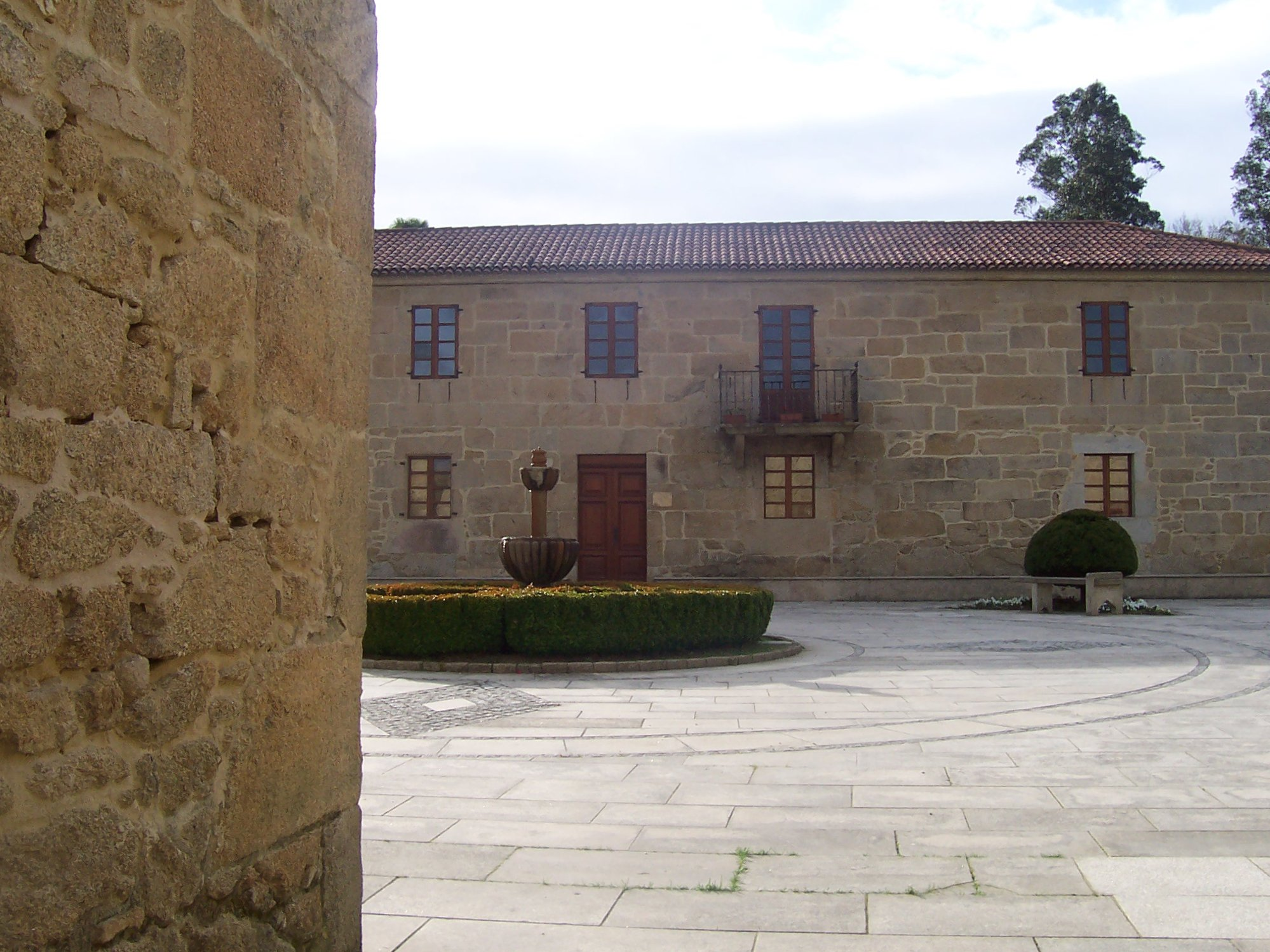
Pazo da Peregrina

### Llocs destacats.

#### Pazo da Peregrina.
Compta amb protecció integral. Té un jardí obert al públic al voltant de l'edifici.

#### Casa de la Vila d'Ames.
Construïda amb pedra.

#### Parc Fluvial del Sar - Rego dos Pasos.
El projecte d'aquest parc obtingué un premi del Col·legi d'Enginyers de Camins de Galícia. Al voltant del parc s'ha estructurat una reforma urbanística que permetrà edificar habitatges per una població que s'espera que continuï creixent. A aquesta zona del terme s'hi ajunten el Sar amb el seu petit afluent, el Rego dos Pasos.

#### Casa de Rosalia.
On visqué Rosalia de Castro la seva infantessa i que en 1923 acollí el Seminario de Estudos Galegos.

#### Monte do Castro.
Turó que acull les restes d'un assentament de l'edat de Ferro.